# Hermann David Salomon Corrodi
Hermann David Salomon Corrodi (Frascati, 23 luglio 1844 – Roma, 30 gennaio 1905) è stato un pittore italiano.

## Biografia
Hermann corrodi nasce a Frascati nel 1845. Figlio del pittore svizzero Salomon Corrodi - artista preferito dallo zar Nicola I - fece i suoi studi di arte, come suo fratello Arnold, guidato dal genitore, per poi completarli dapprima a Ginevra, sotto la guida di Alexandre Calame, e poi presso l'Accademia di San Luca a Roma, dove suo padre era docente e membro onorario. La sua formazione artistica, pertanto, fu molto influenzata dall'impostazione paterna, che mirava ad educare entrambi i figli alla "pittura secondo natura", con particolare attenzione agli effetti della luce e al gioco dei colori.

Hermann Corrodi, terminati gli studi, viaggiò moltissimo in tutta Europa, conoscendo molte persone influenti e allacciando, tramite queste, rapporti con le corti europee e con importanti personaggi che erano dei potenziali committenti.
L'arte di Corrodi è incentrata su paesaggi e vedute, e, dopo i suoi viaggi in Turchia, Siria ed Egitto, anche su soggetti orientali. Gran parte delle sue opere sono andate perse o si trovano in collezioni private. Per questo motivo è molto difficile realizzare un catalogo della sua attività artistica.
Nel 1872 si recò col fratello a Parigi, dove i due conobbero Meissonier e Gérôme, e quindi a Londra, ospiti di Alma-Tadema. Poco dopo furono a Monaco, e nel 1873 a Capri e a Vienna, dove Hermann vinse la medaglia d'oro all'esposizione annuale per il quadro Bosco di pini.
Nel 1874 suo fratello Arnold, con cui condivideva lo studio, morì. Prostrato dal lutto, Hermann si chiuse in sé e smise di dipingere per due anni. Ma nel 1876 si riprese, si sposò e ricominciò la sua attività artistica ed i viaggi, visitando Istanbul, la Siria, l'Egitto, il Montenegro e la Corsica.
Fu artista molto apprezzato, soprattutto come pittore orientalista, e le sue opere vennero acquistate da Guglielmo II e dalla famiglia reale inglese. Per anni divise la sua vita fra Roma, d'inverno (dove abitava al n° 3 di Salita San Sebastianello), e Baden-Baden o Homburg in estate.
Nel 1893 l'Accademia di San Luca, dove insegnava, gli assegnò il titolo onorifico di "Accademico emerito".

Morì a Roma nel 1905, a 61 anni, senza discendenti.

## Galleria d'immagini

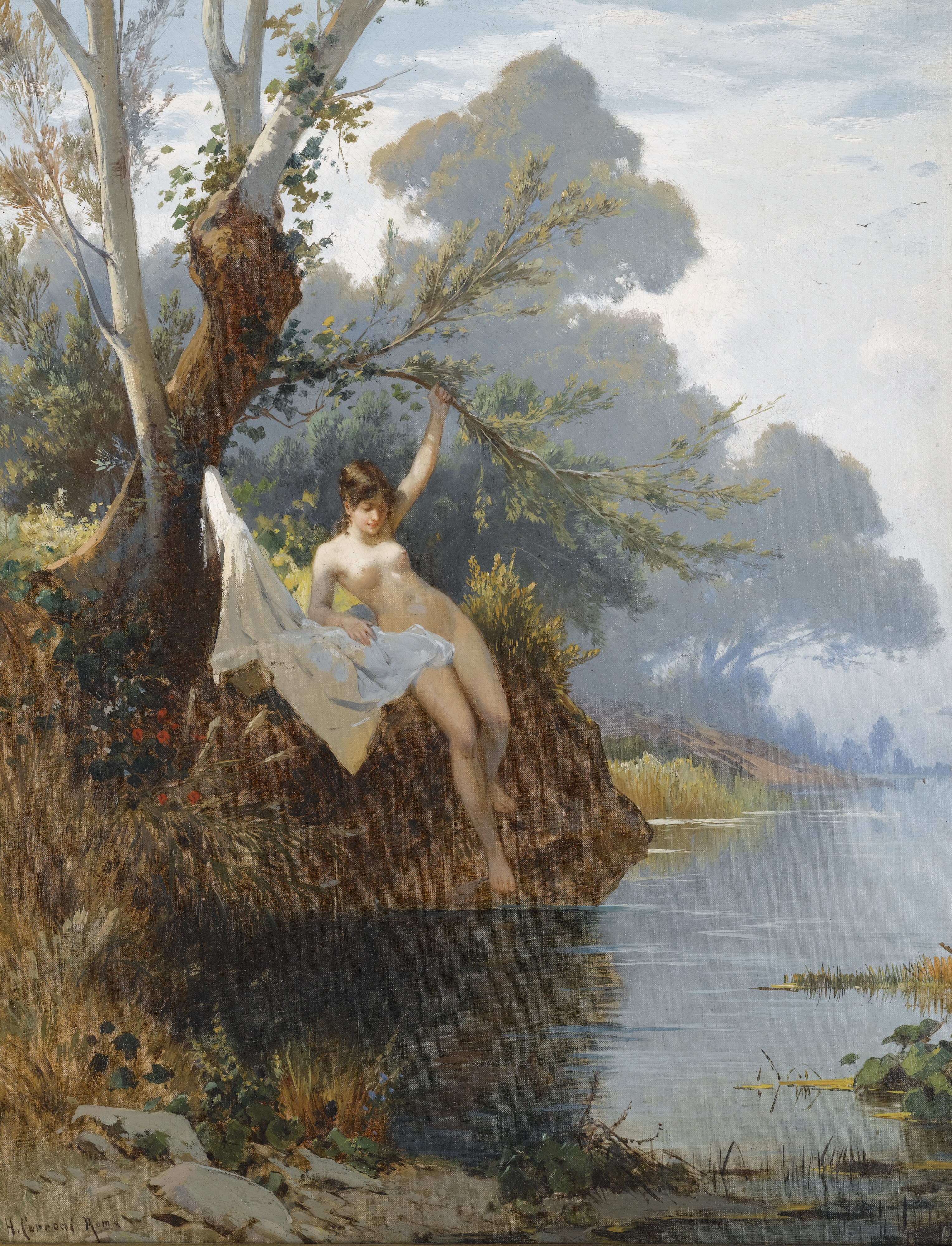
Sulla riva del fiume
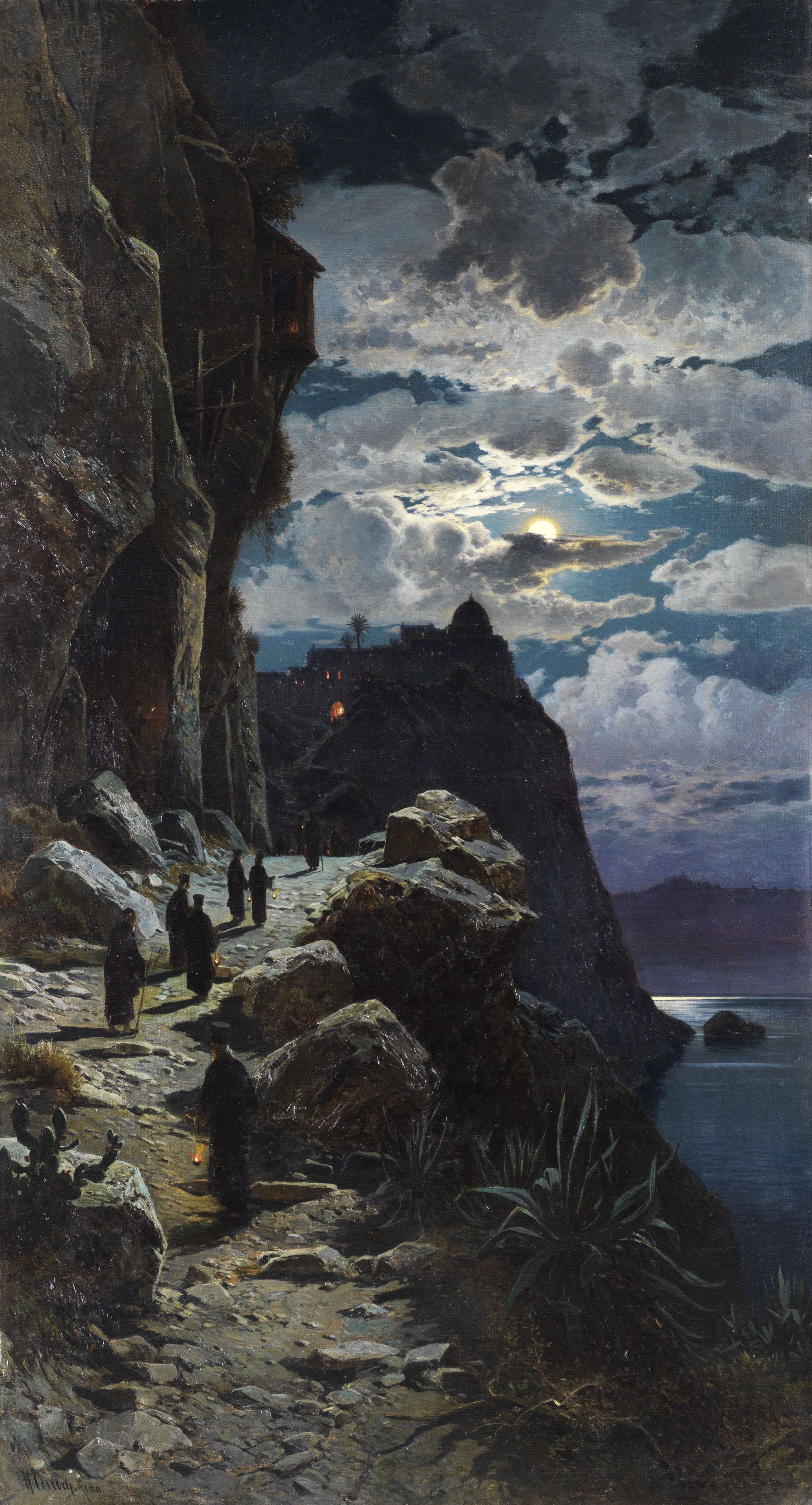
Monaci sul monte Athos
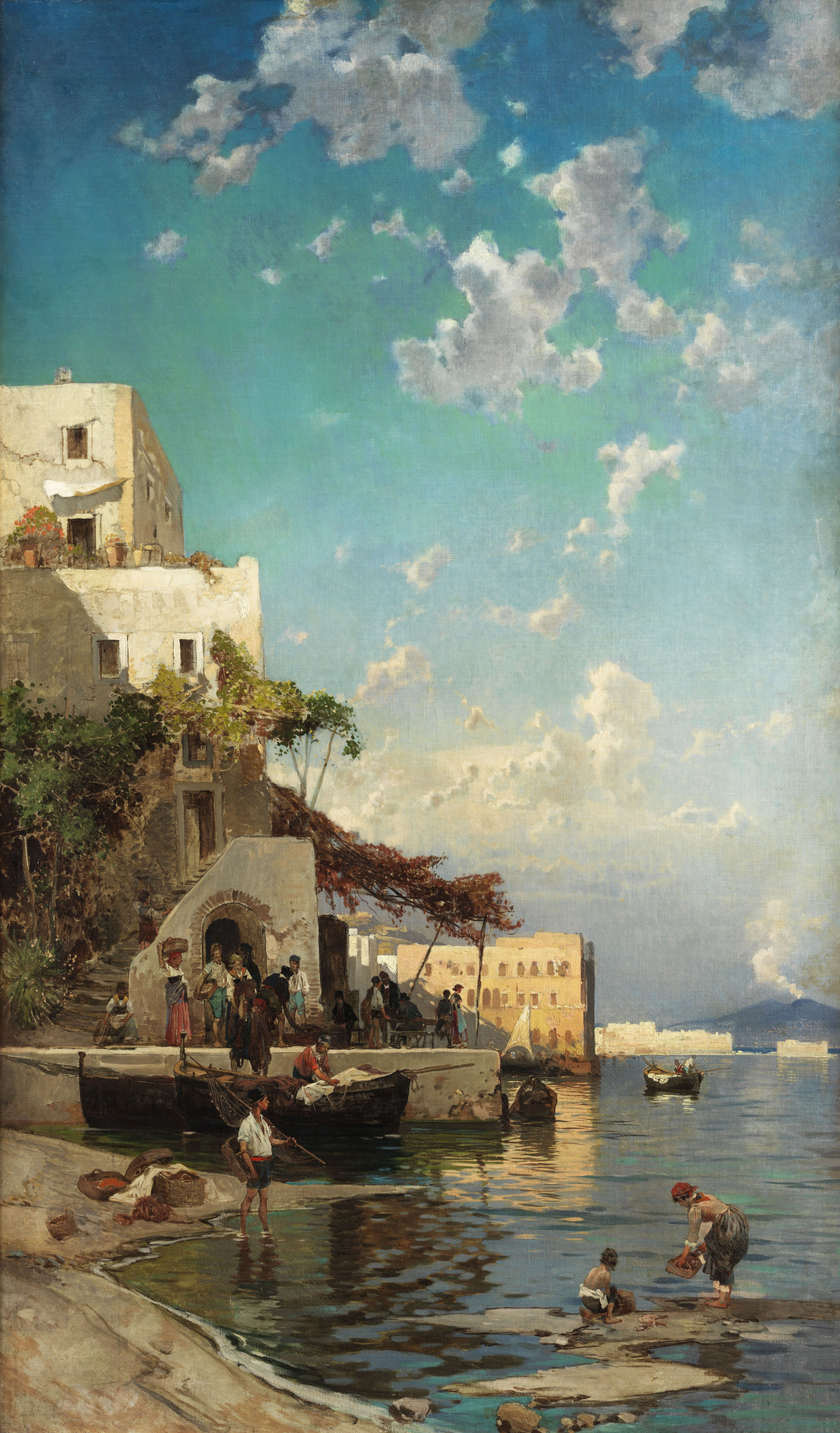
Pescatori a Mergellina
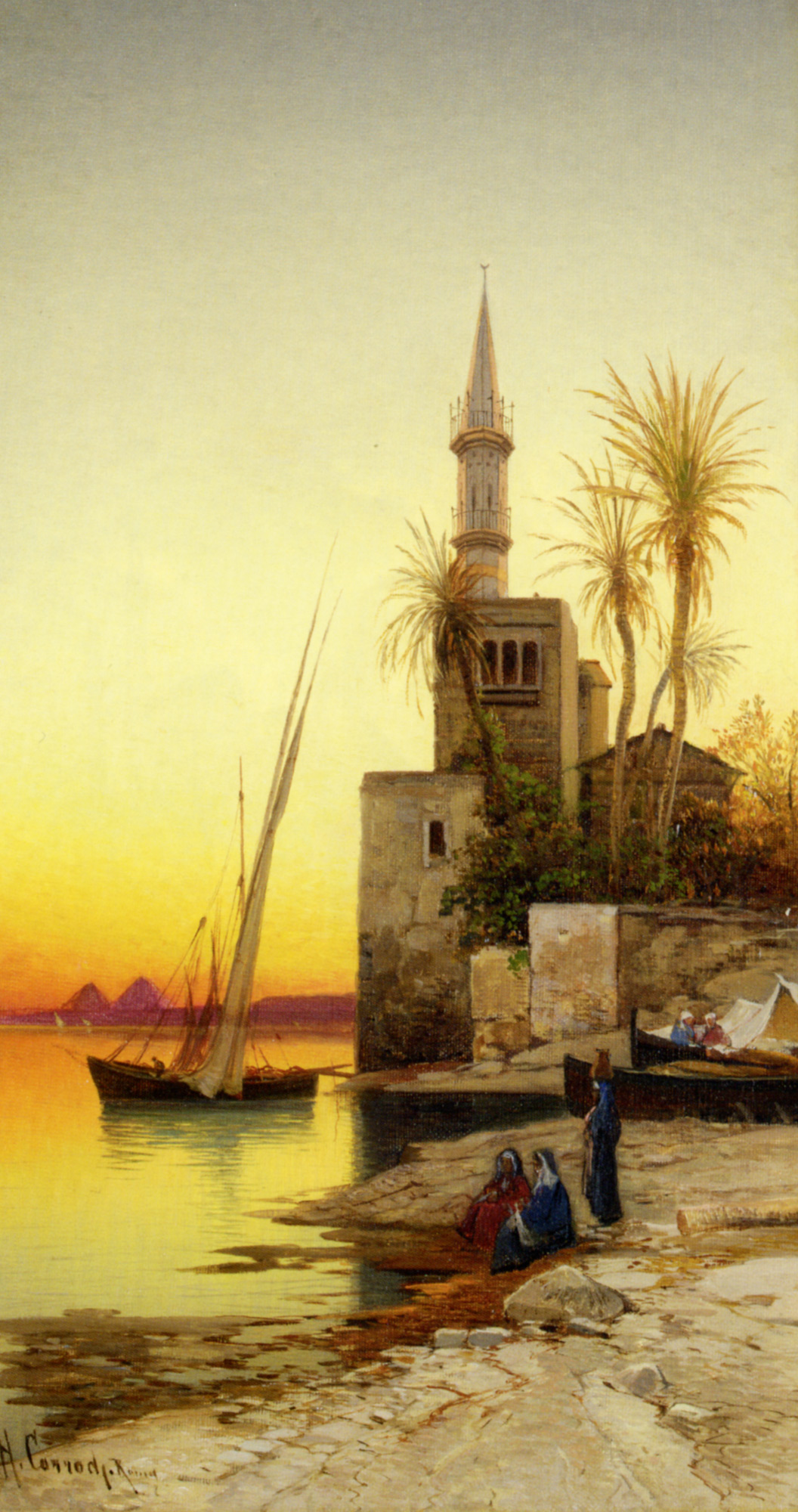
I pastori del Nilo
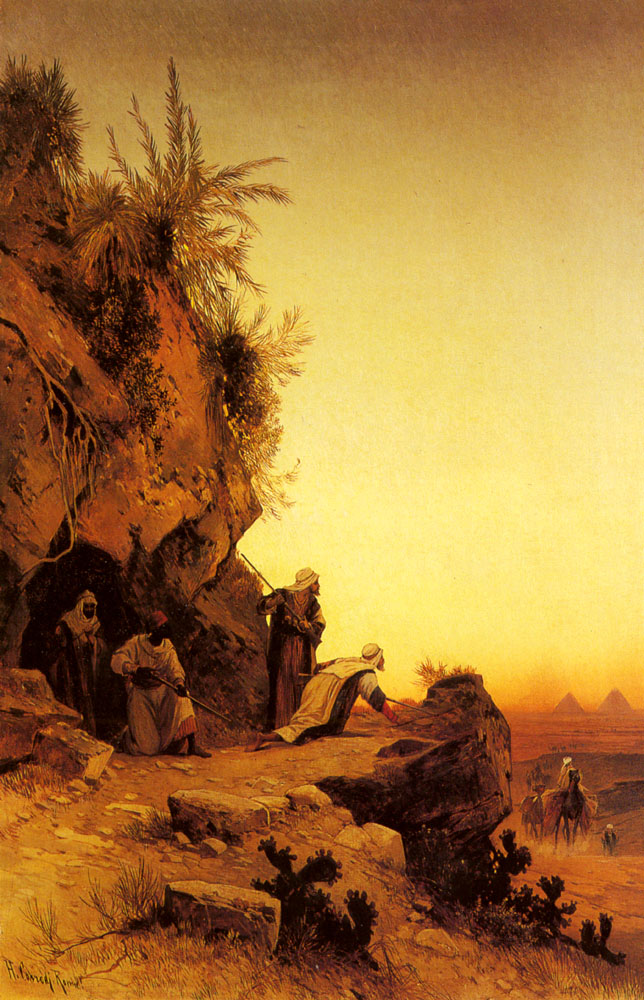
L'imboscata